# Le Tour-du-Parc
Le Tour-du-Parc (bret. Tro-Park) – miejscowość i gmina we Francji, w regionie Bretania, w departamencie Morbihan.
Według danych na rok 1990 gminę zamieszkiwały 672 osoby, a gęstość zaludnienia wynosiła 72 osoby/km² (wśród 1269 gmin Bretanii Le Tour-du-Parc plasuje się na 734. miejscu pod względem liczby ludności, natomiast pod względem powierzchni na miejscu 862.).